# Dendrobium strongylanthum
Dendrobium strongylanthum är en orkidéart som beskrevs av Heinrich Gustav Reichenbach. Dendrobium strongylanthum ingår i släktet Dendrobium, och familjen orkidéer. Inga underarter finns listade i Catalogue of Life.